# Adriaan van Roomen

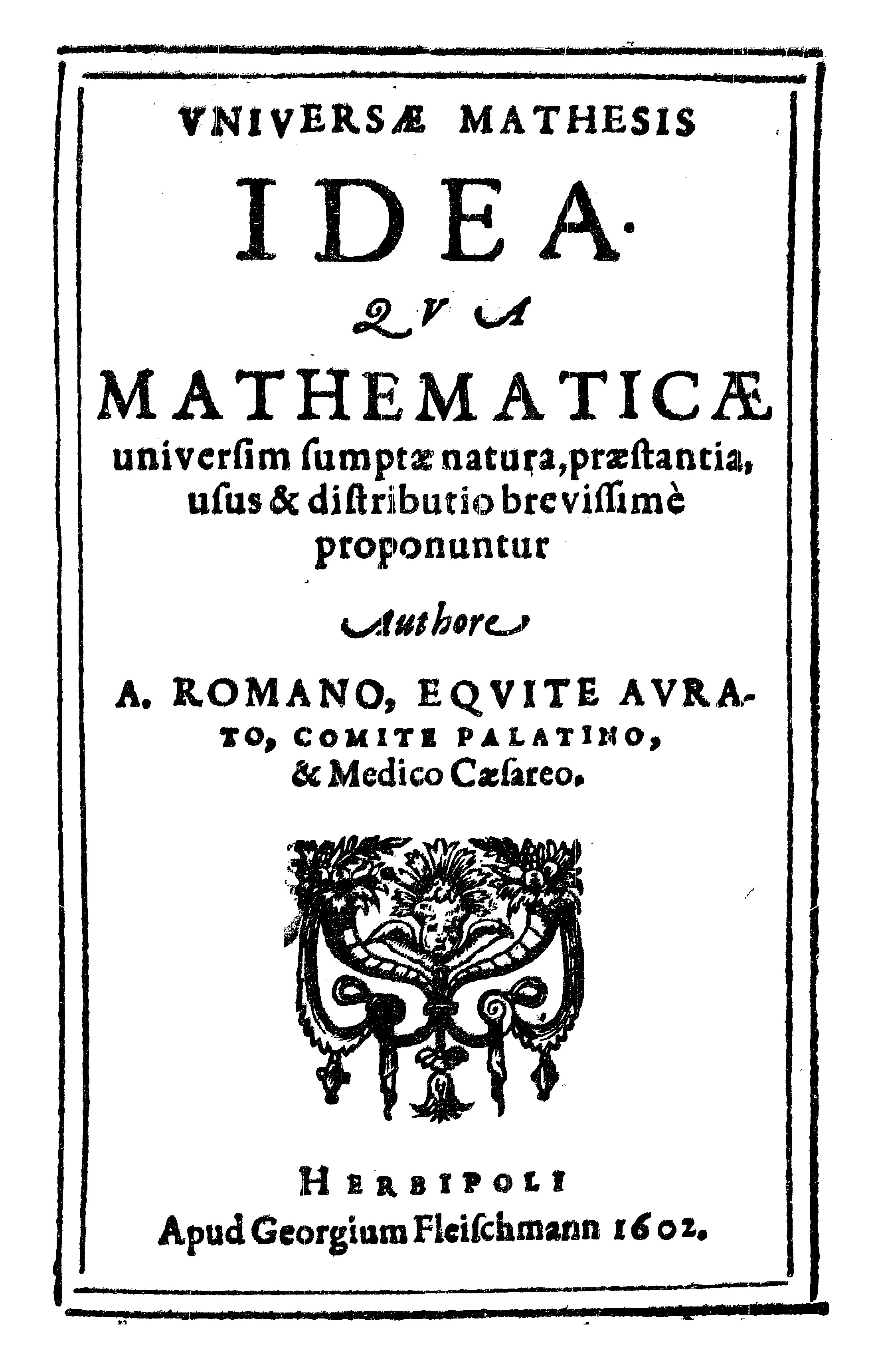
Universae mathesis idea, 1602

Adriaan van Roomen, latinisiert Adrianus Romanus (* 29. September 1561, möglicherweise in Löwen, damals Spanische Niederlande; † 4. Mai 1615 in Mainz) war ein flämischer Mathematiker, Mediziner, Anatom und Hochschullehrer.

## Leben
Adriaan van Roomen studierte nach seiner Schul- und ersten Studienzeit in Löwen Mathematik und Philosophie am Jesuitenkollegium in Köln und Medizin an der Universität Löwen. Er war auch 1585 in Rom bei Christophorus Clavius. Nach Abschluss seines Studiums in Löwen und Beendigung seiner Studienreisen ließ er sich zunächst als Arzt in Huy (in der Provinz Lüttich) nieder.

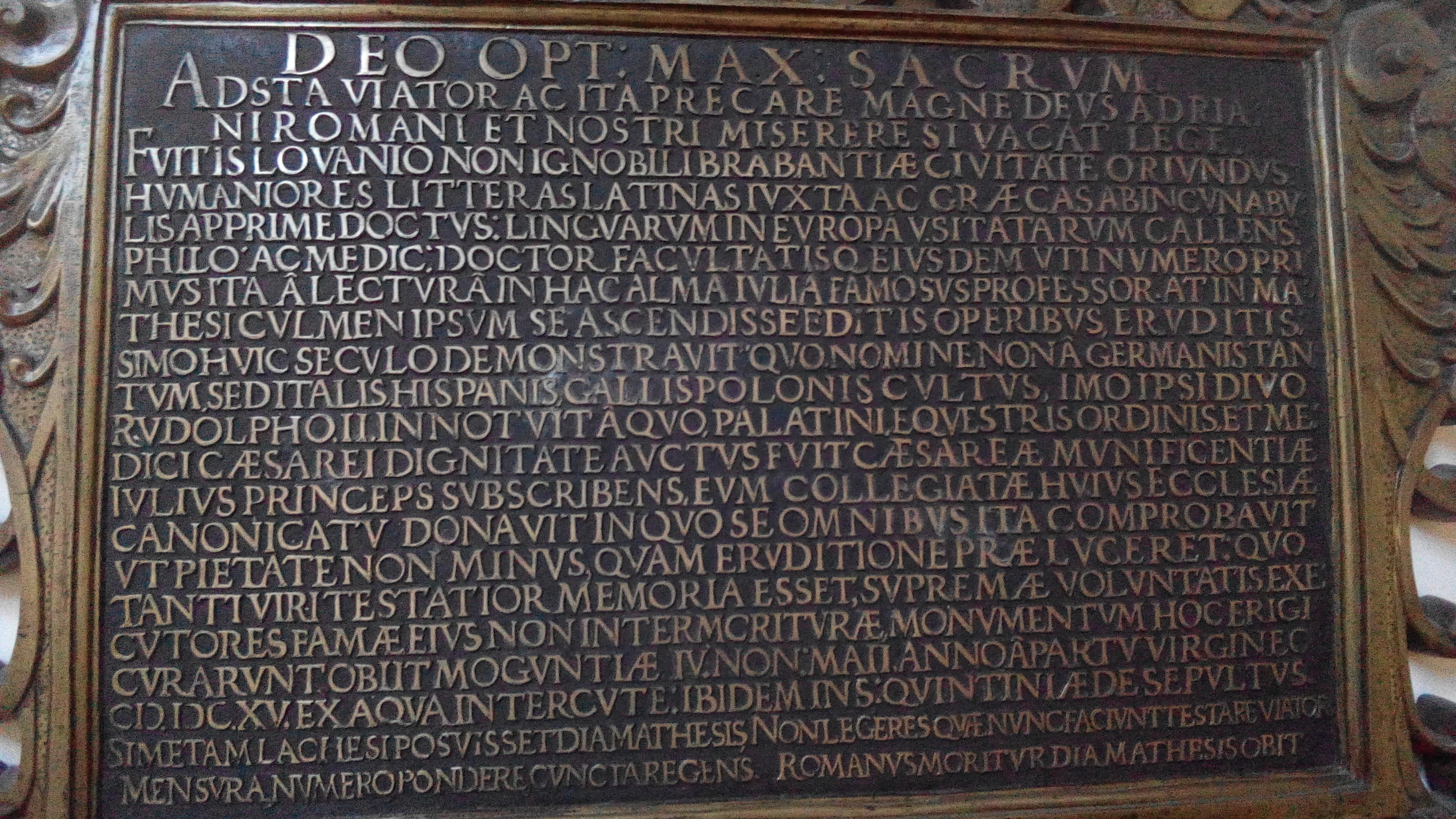
Marmorne Gedenktafel im Neumünster (Würzburg)

Von 1586 bis 1592 war er ordentlicher Professor für Mathematik und Medizin in Löwen und danach von 1593 bis 1607 (de facto bis 1604) in Würzburg, wo er zunächst Mathematiker am Domkapitel war. Er heiratete Anna Steegh († 1605), eine Nichte von Gottfried Steegh, dem Leibarzt des Fürstbischofs Julius Echter von Mespelbrunn, wurde gemäß den 1587 herausgegebenen und 1593 ins Leben getretenen Statuten der Würzburger Medizinischen Fakultät am Juliusspital, deren erster Professor der Medizin, Zweiter Leibarzt von Julius Echter und lehrte als Theoricus unter anderem (theoretische) Anatomie. Seine in Würzburg erschienene Schrift De formatione corporis in utero ist nicht erhalten geblieben. Julius Echter überließ ihm eine Präbende am Würzburger Stift Neumünster. Er stand mit Johann Reinhard Ziegler, Tycho Brahe und Johannes Kepler in Verbindung. Letzteren traf er 1600 in Prag. Zu seinen Schülern in Würzburg zählen Henning Scheunemann und Willebrord van Roijen Snell. Sein Nachfolger als Ordinarius für theoretische Anatomie wurde 1604 bis 1605 Hermann Birckmann (auch Birkmann; † 1631), gefolgt von Wendelinus Jung, der bei van Roomen mit der Dissertation De simplicium medicamentorum facultatibus 1601 promoviert worden war. 1604 wurde er zum Priester geweiht und 1605 verlieh ihm Kaiser Rudolph II. den Titel eines kaiserlichen Leibarztes und ernannte ihn zum eques auratus. Van Roomen lehrte ab 1610 als Lehrstuhlinhaber der königlichen Universität Mathematik im polnischen Zamose. Während einer Reise nach Spa (Belgien) starb er in Mainz, wo er auch beerdigt wurde.
Adriaan van Roomen war mir dem italienischen Naturforscher Giambattista della Porta befreundet, der in einem kleinen Gedicht die Würzburger Ärzteschule seines Freundes würdigte. Aus Freundschaft mit Ludolph van Ceulen erwuchs seine Beschäftigung mit der Bestimmung der Kreiszahl Pi, die er 1593 auf 16 Dezimalstellen bestimmte. Er befasste sich auch mit Trigonometrie und kritisierte die Genauigkeit der 1596 postum veröffentlichten trigonometrischen Tafeln von Rheticus. Er erzielte auch auf Pappos aufbauend Resultate über Polygone mit maximalem Flächeninhalt bei gegebenem Umfang (Isoperimetrisches Problem).
Van Roomen war ein Kenner der klassischen Philologie und beherrschte mehrere Sprachen. Er schrieb einen Kommentar zur Algebra von al-Chwarizmi, die einzigen beiden bekannten Exemplare wurden aber im Ersten Weltkrieg (Brand der Bibliothek von Löwen) und Zweiten Weltkrieg zerstört.
Bekannt ist er auch durch einen Wettstreit mit François Viète, der letzterem zu internationalem Ansehen verhalf. Van Roomen hatte 1594 den führenden europäischen Mathematikern die Lösung einer Gleichung 45. Grades als Aufgabe gestellt. Da Van Roomen sich nicht an bestimmte französische Mathematiker gewandt hatte, machte der holländische Botschafter in Frankreich gegenüber dem König Heinrich IV. die spitze Bemerkung, es gebe wohl keine herausragenden Mathematiker in Frankreich. Der wandte sich an Viète, der dieses Problem und 22 andere ebenfalls gestellte Probleme auf Anhieb mit seiner algebraischen Methode löste (Viète schrieb später Ut legi, ut solvi, wie gelesen, so gelöst). Außerdem stellte er seinerseits Van Roomen das Problem, das Apollonische Problem mit Zirkel und Lineal zu lösen – Van Roomen fand zwar eine Lösung mit Hyperbeln (veröffentlicht 1596), die aber nicht ausschließlich mit Zirkel und Lineal war.

## Schriften (Auswahl)
- Ideae Mathematicae pars prima, sive methodus polygonorum. 1593 (online).
- Parvum theatrum urbium, sive urbium praecipuarum totius orbis brevis et methodica descriptio. Frankfurt 1589 und 1595 (online).